# 漢口

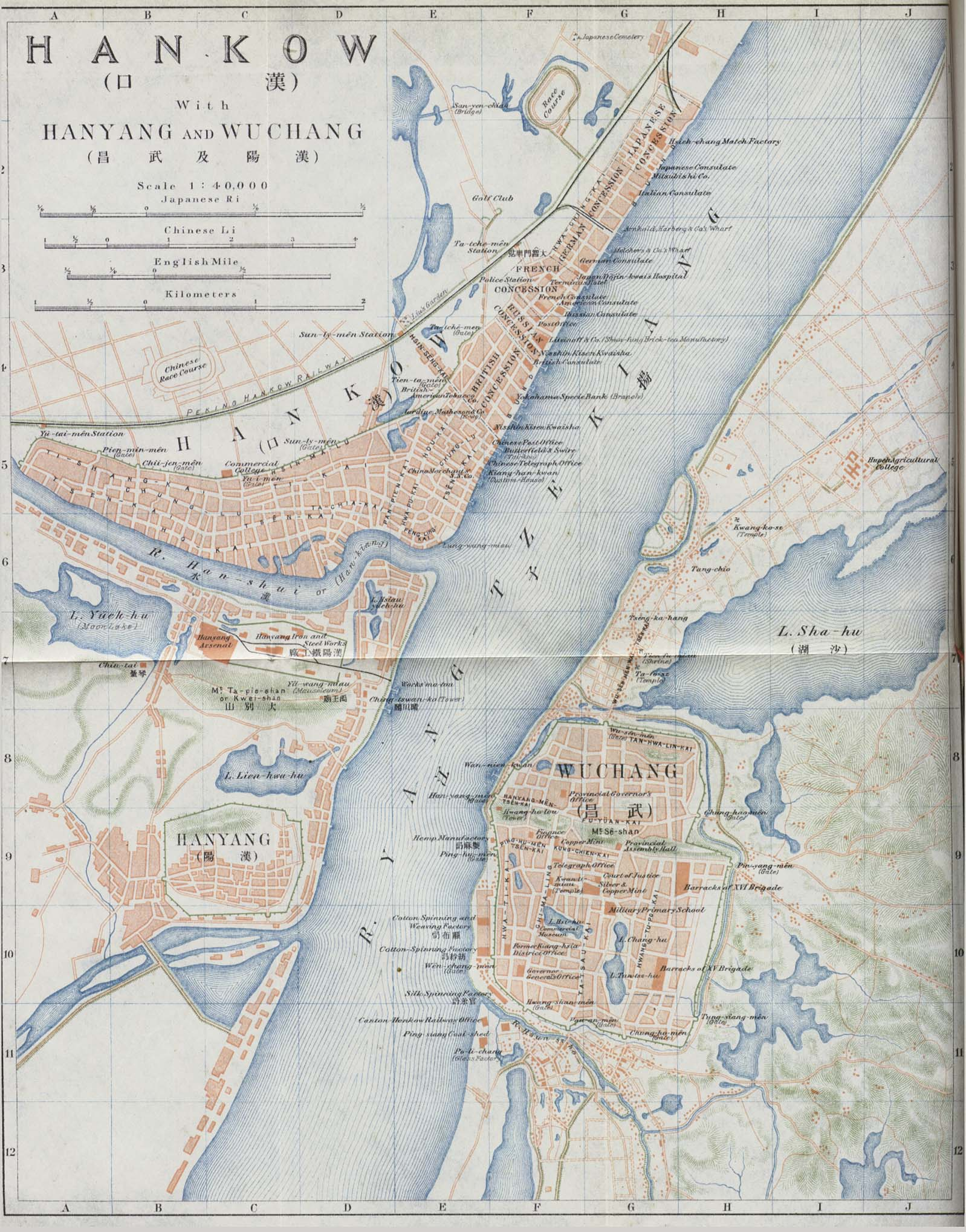
1915年の武漢三鎮。南には長江を挟んで漢陽と武昌の二つの城郭都市がある。漢口はその北の長江・漢江沿いに広がる

漢口（かんこう/ハンコウ、簡体字：汉口、繁体字：漢口、拼音: Hànkǒu、武漢語：/xan˧˥kʰəu˦˨/、英語：Hankou/Hankow）とは、漢水の北岸、長江の西岸に位置し、長江と支流の漢水が合流する所を指す地理名称である。

## 概略
漢口市はかつて中華民国時代に行政院に直轄された院轄市で、現在の中華人民共和国湖北省武漢市の一部に当たる。
現在、「漢口」という自治体は存在しないが、現地の慣習上では旧漢口院轄市に因んで、武漢市の長江・漢江以北（左岸）の江岸区、江漢区、礄口区を漢口と総称し、都市化の進行に伴い、以上3区に隣接する郊外的地域であった東西湖区をも漢口の一部と見なすこともある。

## 歴史
漢口は、もとは夏口鎮という商業都市であった。夏水という川が長江に合流する場所にあるため夏口という地名になったが、後に夏水が漢水（漢江）という名に変わったため漢口と改名した。かつては、漢江の長江への合流口は漢陽の南であったが、15世紀後半に亀山の北側に変わり、16世紀には新合流口の北岸に新都市の夏口鎮が徐々に形成され始めた。隣接する歴史の古い城郭都市である漢陽と武昌に比べると、漢口は明代中頃以後に自然発生した都市であり歴史は比較的浅いが、明朝末期には漢陽と武昌をしのぐ大きな商業都市となり長江中流の物流・商業の中枢として栄えた。清代には漢口鎮は山西商人や陝西商人や徽州商人（新安商人）ら各地の商人が集まる商都となり、江西省の景徳鎮・河南省の朱仙鎮（現在の開封市付近）・広東省の仏山鎮と並ぶ「四大名鎮」の一つと称された。
漢口は1858年に結ばれた天津条約により開港し、イギリス・ドイツ・フランス・ロシア・日本の5カ国の租界が置かれた（漢口租界）。これ以後、経済が高度に発展した漢口は「東方のシカゴ」とも呼ばれた。
長江と漢江を挟んで鼎立する漢陽・漢口・武昌の3市（鎮）は武漢三鎮と呼ばれていたが、互いに大河で隔てられており連絡が不便であったため合一することはなかった。中華民国期の1927年1月に初めて武漢特別市となり、国民政府が広州から遷都し、4月には武漢特別市となった。8月に武漢国民政府が南京国民政府に合流すると、再び分割され漢口特別市となった。1936年には日本総領事館の警察官が殺害される漢口邦人巡査射殺事件が起き外交問題となった。
太平洋戦争中、アメリカ陸軍航空隊のB-29爆撃機による漢口大空襲で、駐屯する日本軍部隊もろとも焼夷弾で焼き尽くされ完全に破壊された。
1949年5月に中国人民解放軍の支配下に入り、武漢三鎮は再び統合され、武漢市人民政府が成立した。中華人民共和国成立以降、武漢市の下で市轄区となっている漢陽・武昌とは違い、漢口の名を冠する行政区は存在しない。かつての漢口の市域が大きく江岸区、江漢区、礄口区、東西湖区の4区に分かれているためである。漢口地区は現代でも武漢の経済的な中心である。

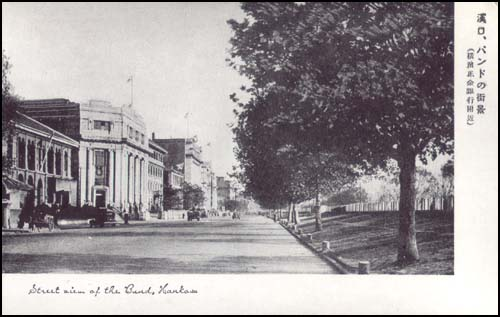
漢口イギリス租界のバンド（江灘）。横浜正金銀行の近く[1]。
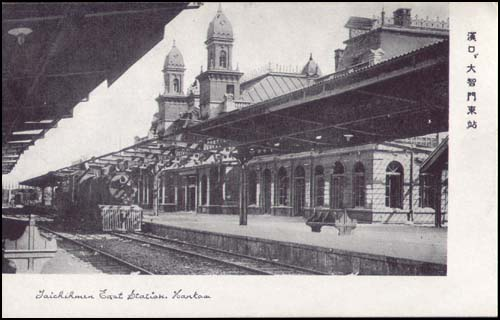
漢口の大智門駅。かつては中国の南北交通の重要な中継点
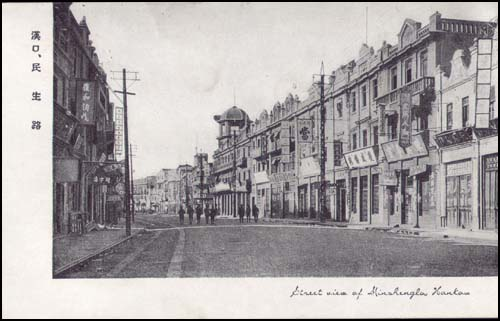
1940年代の民生路の風景
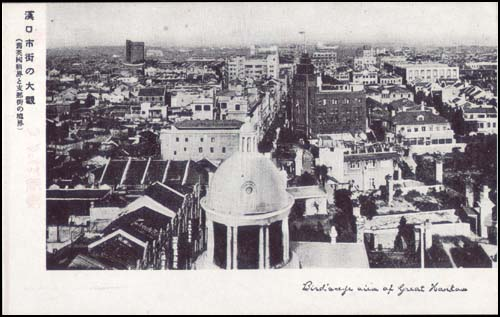
漢口市街